# ラヴリー・リタ
「ラヴリー・リタ」（Lovely Rita）は、ビートルズの楽曲である。1967年に発売された8作目のオリジナル・アルバム『サージェント・ペパーズ・ロンリー・ハーツ・クラブ・バンド』に収録された。レノン＝マッカートニー名義となっているが、実際にはポール・マッカートニーによって書かれた楽曲で、語り手と女性の交通取締官との恋愛を模様が描かれている。

## 背景
歌詞に登場する「Meter Maid（ミター・メイド）」とは、女性の交通取締官を意味するアメリカ英語のスラング。一部の書籍では、「ラヴリー・リタ」はEMIレコーディング・スタジオの外で、マッカートニーがメタ・デイヴィスという女性の交通取締官に駐車違反の切符を切られたというエピソードが由来になったとされている。2017年に発売された『サージェント・ペパーズ・ロンリー・ハーツ・クラブ・バンド (50周年記念アニバーサリー・エディション)』に付属の楽曲解説では、アメリカから訪ねてきたマッカートニーの友人が駐車違反切符を切る女性の監視員を見て、「イギリスにも“メーター・メイド”がいるとは知らなかったよ」と口にし、その頭韻を踏んだ表現を気に入ったマッカートニーが、韻を踏む名前を付け足してアバンチュール的な恋愛物語を描いたと紹介されている。
作家のジョン・ウィンでも、「メーター・メイド」という言葉からインスピレーションを得たとされている。マッカートニーはリヴァプールにある弟のマイク・マクギアの家を訪れたときに曲を書き始めた。この時点でマッカートニーは、冒頭のコーラスとヴァースのみを書いており、残りの歌詞はスタジオの片隅でジョン・レノンとニール・アスピノールが考え、マル・エヴァンズが書き加えた。

## レコーディング
「ラヴリー・リタ」のレコーディングは、1967年2月23日にEMIレコーディング・スタジオのスタジオ2で開始され、同日の4トラック・レコーダーには、トラック1にジョージ・ハリスンのアコースティック・ギター、トラック2にレノンのアコースティック・ギター、トラック3にリンゴ・スターのドラム、トラック4にテープ・リバーブを加えたマッカートニーのピアノが録音された。8テイク録音されたうち最終テイクがベストとされ、別のテープの1つのトラックにミックスされ、この際に通常より遅いスピードでダビングされた。マッカートニーは、空いたトラックのうちの1つにベースを録音した。
2月24日にマッカートニーは、テイク9のトラック3にリード・ボーカルを46.5サイクルで回して録音した。レコーディング・エンジニアのジェフ・エメリックによると、マッカートニーのボーカル・アレンジはビーチ・ボーイズの影響とのこと。
3月7日にマッカートニー、レノン、ハリスンの3人のバッキング・ボーカルが、櫛に巻いたトイレットペーパー越しにハミングをすることで得られるカズーのような音ともに追加された。当時、ジョージ・マーティンのアシスタントであったトニー・キングは、セッション時の様子について「まるでカーニヴァルのような楽しさだった。『ラヴリー・リタ』のカズーのような音を出すために、皆がちょうどいい櫛と、ちょうどいい硬さのトイレットペーパーを探してスタジオ中を駆けずり回った。てんやわんやの中、ジョージ・マーティンは『果たしてこのトイレットペーパーの厚さで良いのだろうか？もっと薄いのはないか？』と悩んでいた。あれはとにかく笑えた」と振り返っている。
3月21日にマーティンはピアノソロが加えた。ピアノソロはホンキートンクを彷彿させる音色になっており、ピアノの音をエコー・チェンバーに送り出すテープ・レコーダーのキャプスタンに、編集用テープの小片を貼り付けて、通常よりもほぼ1音半低い41.25サイクルで録音された。ミックス時の4トラック・レコーダーは、2月23日のセッション時よりも約4分の1音低い48.75サイクルで再生された。この結果、ピアノソロとボーカルはキーが上がって聴こえるようになり、曲のキーはEとE♭メジャーの中間辺りまで上がった。
なお、ピンク・フロイドはこの曲のレコーディングを見学しており、ピンク・フロイドのデビュー・アルバム『夜明けの口笛吹き』に収録の「パウ・R・トック・H」は、この曲に触発されて制作された。

## マッカートニーによるライブでの演奏やカバー・バージョン
マッカートニーは、2013年から2015年にかけて行なわれた「Out There!」ツアーで本作を演奏した。
1968年にファッツ・ドミノはアルバム『Fats Is Back』カバーした。オールミュージックのリッチー・アンターバーガーは、ドミノのカバー・バージョンについて「あまりスリリングでないソウル調のカバー」と評している。1976年に公開された映画『映画と実録でつづる第二次世界大戦』のサウンドトラックとして、エレクトリック・ライト・オーケストラのロイ・ウッドとウィザードがカバーした。
2007年にチープ・トリックがジョーン・オズボーンをボーカルに迎えてカバーした。この時の音源は2009年に発売されたライブ・アルバム『Sgt. Pepper Live』に収録された。イージー・スター・オール・スターズは、2009年に発売された『Easy Star's Lonely Hearts Dub Band』で、バニー・ラグスとU・ロイをゲストに迎えてカバーした。

## クレジット
※出典
- ポール・マッカートニー - リード・ボーカル、バッキング・ボーカル、ベースギター、ピアノ、櫛とトイレットペーパー
- ジョン・レノン - バッキング・ボーカル、ボーカル・パーカッション、アコースティック・ギター（リズムギター）、櫛とトイレットペーパー
- ジョージ・ハリスン - バッキング・ボーカル、アコースティック・ギター（リズムギター）、櫛とトイレットペーパー
- リンゴ・スター - ドラム、櫛とトイレットペーパー
- ジョージ・マーティン - プロデュース、ピアノ（ソロ）
- ジェフ・エメリック - エンジニア